# 466 Tisiphone
Tisiphone (asteroide 466) é um asteroide da cintura principal com um diâmetro de 115,53 quilómetros, a 3,08157264 UA. Possui uma excentricidade de 0,08242199 e um período orbital de 2 247,96 dias (6,16 anos).
Tisiphone tem uma velocidade orbital média de 16,25279428 km/s e uma inclinação de 19,16313977º.
Este asteroide foi descoberto em 17 de Janeiro de 1901 por Max Wolf, Luigi Carnera.
Este asteroide recebeu este nome em homenagem à erínia Tisífone da mitologia grega.